# Роберт III (дофин Оверни)
Роберт II (фр. Robert II ou III Dauphin; ум. 21 марта 1282) — граф Клермона, 4-й дофин Оверни (1273—1282). Сын Роберта I де Клермон и его жены Алекс де Вантадур.
Иногда нумеруется как Роберт III (если Робертом I считать его прадеда — Дофина Клермонского).
В 1262 году принёс оммаж за свои фьефы Альфонсу де Пуатье.
Жена — дочь графа Оверни Гильома X Маго (Матильда) (ок. 1230 — 21 августа 1280), предком которой был Гильом VIII, узурпировавший графство Овернь в 1147 году. Дети:
- Роберт III (IV) (ум. 7 марта 1324), граф Клермона и дофин Оверни
- Гильом (ум. после 1296)
- Ги (погиб 13 марта 1313)
- Матильда (ум. после 1309), муж (1288) - Гильом Комтор
- Аликс, монахиня в Фортемвро.